# Babele

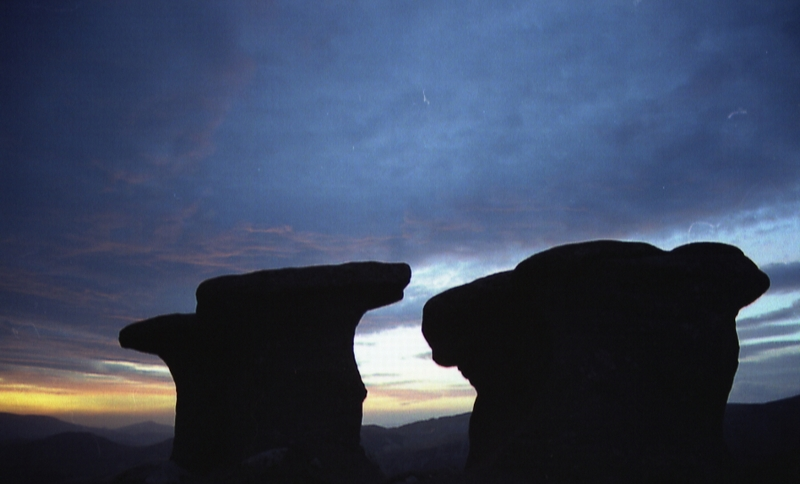
Babele

Babele (rum. für "die alten Weiber") am Vârful Babele („Babele-Gipfel“), zusammen mit Sfinxul din Bucegi (der „Butschetsch-Sphinx“), sind drei Felsformationen im Butschetschgebirge (rum.  Munții Bucegi) der südlichen Karpaten in Rumänien.

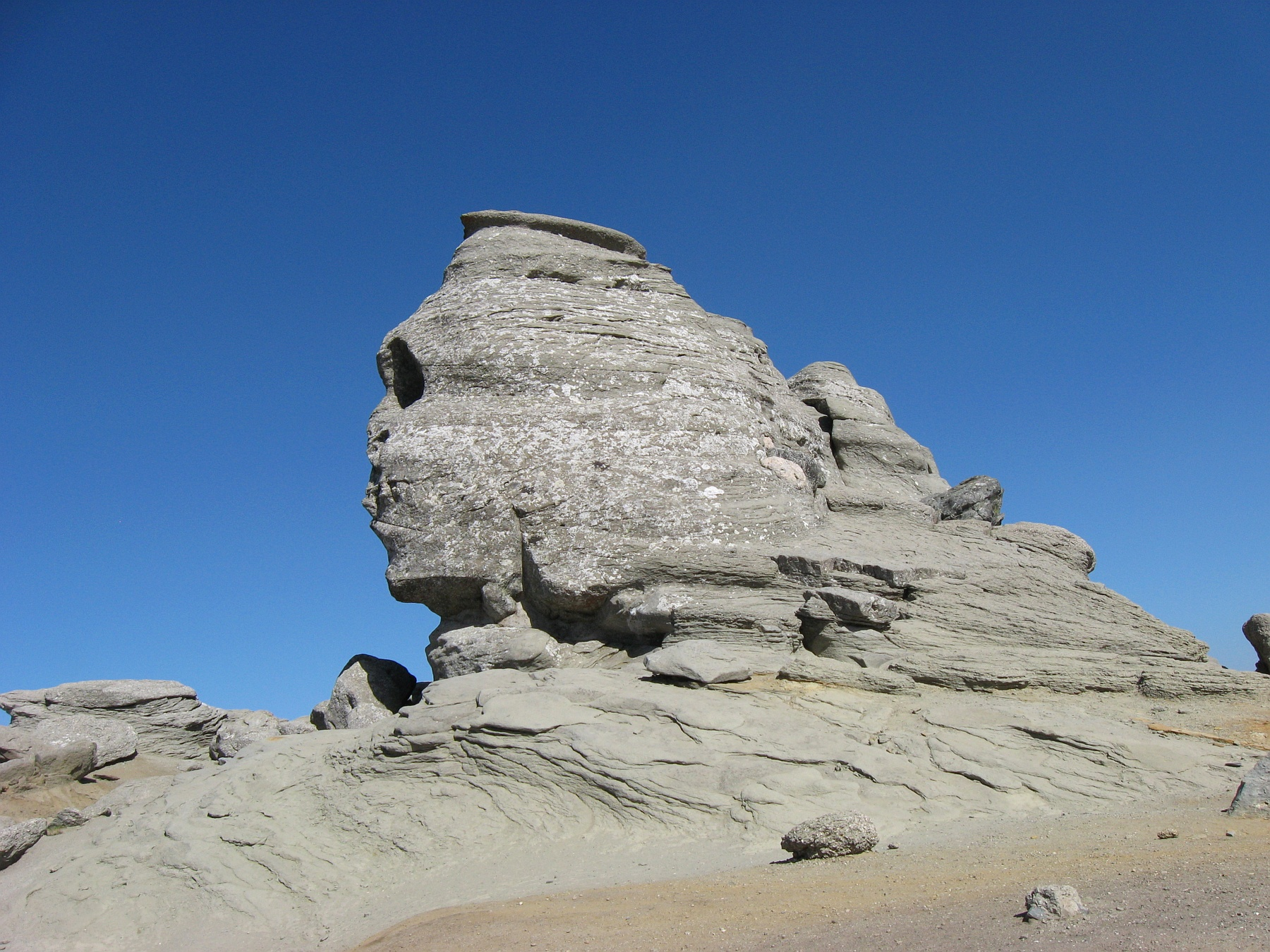
Die „Sphinx“

Die zum Kreis Dâmbovița gehörenden Felsen liegen auf 2216 m in der unmittelbaren Umgebung der Hütte Cabana Babele (2200 m) südlich des Baba-Mare-Gipfels (2292 m). Sie sind mit der Seilbahn von der Stadt Bușteni, zu Fuß vom selben Ort durch das Jepilor-Tal oder über einen Kamm von der Hütte Piatra Arsă aus zu erreichen. Sie sind auch nicht weit von der Cabana Omu (Omu-Hütte) entfernt und sind Ziel und Ausgangspunkt für Wanderungen im Butschetschgebirge.
Die „Alten Weiber“ sind zwei pilzförmige Gebilden, die aus  kreidezeitlichen  Konglomeraten bestehen und durch Erosion – vor allem Winderosion – entstanden sind, die auch die geologischen Schichten gut sichtbar gemacht haben.